# Asawa (cratère)
Pour les articles homonymes, voir Asawa.
Asawa est un cratère d'impact à la surface de Mercure. 
Le cratère a ainsi été nommé par l'Union astronomique internationale le 14 novembre 2024 en hommage à la sculptrice nippo-américaine Ruth Asawa (1926-2013),. 
Son diamètre est de 130 km. Il se situe dans le Quadrangle d'Hokusai (quadrangle H-5) de Mercure.